# Sankt Peders Kirke (Bornholm)

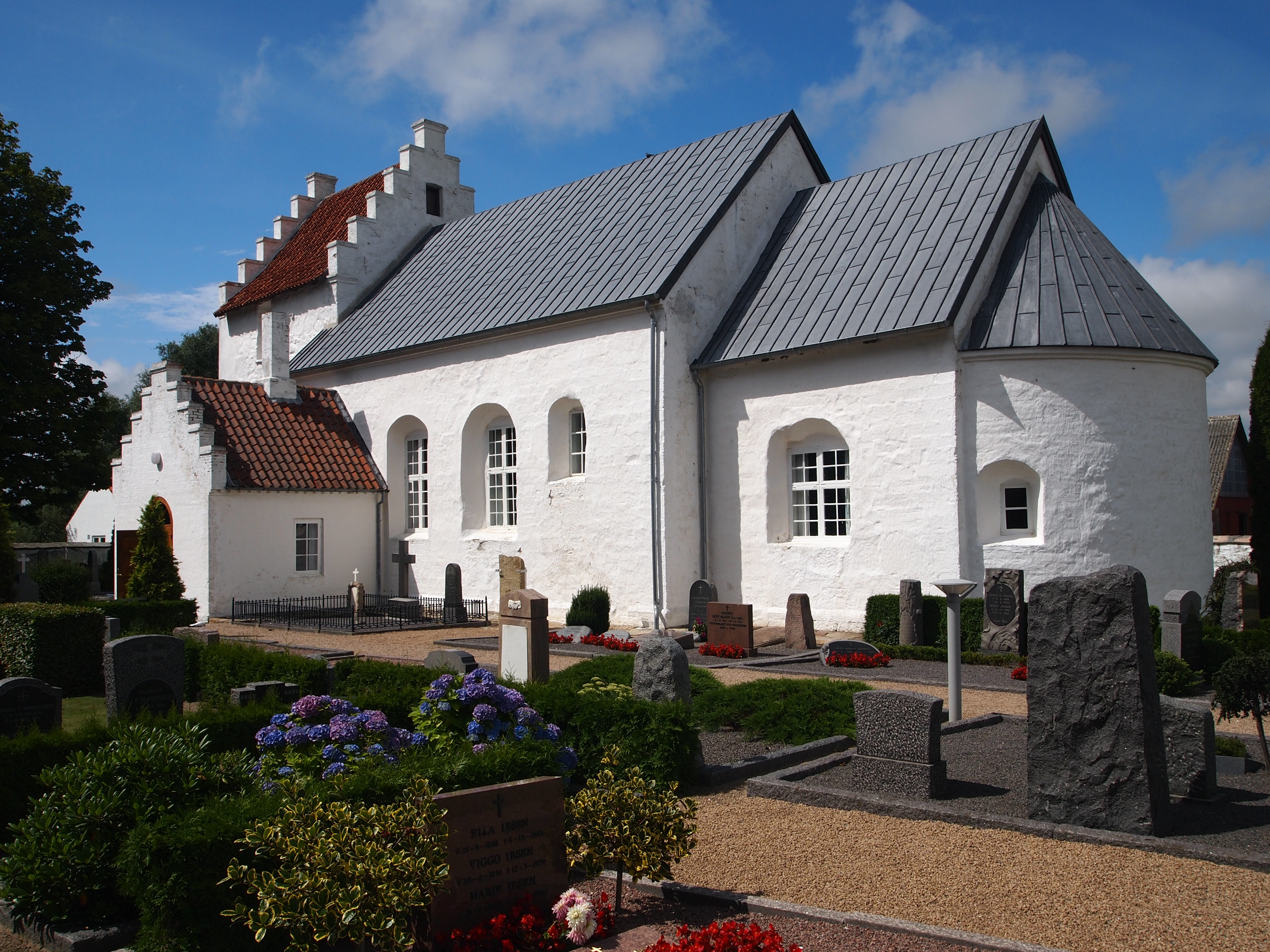
Sankt Peders Kirke

Die evangelisch-lutherische Sankt Peders Kirke ist eine romanische Kirche  auf der dänischen Insel Bornholm. Sie liegt südöstlich von Aakirkeby am Søndre Landevej und ist nach dem Apostel Petrus benannt.

## Geschichte und Architektur
Apsis, Chor und Schiff wurden in romanischer Waldemarszeit aus Silurkalk errichtet, zunächst nur Apsis und Chor, etwas später dann das Schiff. Im 16. Jahrhundert wurde der dreistöckige Turm aus Feldstein im Westen angefügt. Die heutige Vorhalle aus Ziegeln stammt aus dem Jahr 1864 und ersetzt eine frühere aus romanischer Zeit. Apsis, Chor und Schiff sind mit Blei eingedeckt, Turm und Vorhalle mit Dachziegeln.
Die Apsis hat ihr ursprüngliches Halbkugelgewölbe, Chor und Schiff haben eine flache, bemalte Holzdecke aus dem 19. Jahrhundert. Die Ostwand des Schiffs ist unverputzt, neben dem Chorbogen sind zwei niedrigere Nischen, in denen vor der Reformation Seitenaltäre standen.
Der Altar stammt aus dem Jahr 1854, das Altarbild von C. Chr. Andersen von 1876 zeigt Christus und die kanaanäische Frau. Das spätromanische Taufbecken stammt von Gotland und ist aus Kalkstein. Die hölzerne Kanzel von 1845 hat fünf rundbogige, durch korinthische Säulen getrennte Felder und einen achtkantigen Schalldeckel. Die Orgel wurde 1906 von Joh. P. Andreasen & Co. aus Ringkøbing gebaut und hat sechs Register. Im obersten Stockwerk des Turms hängen zwei Glocken, eine von 1574 aus Lübeck und eine von 1701.

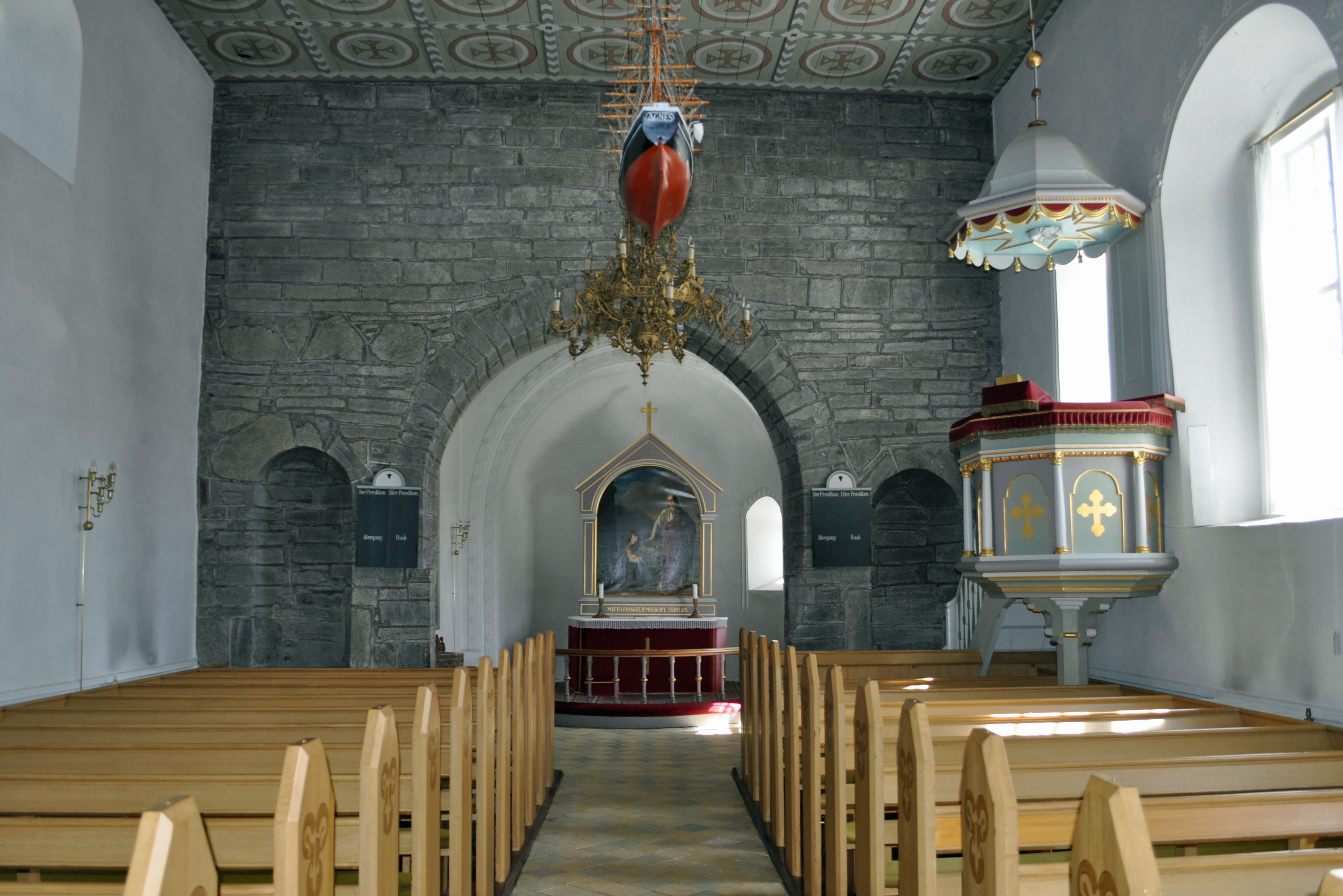
Schiff nach Osten
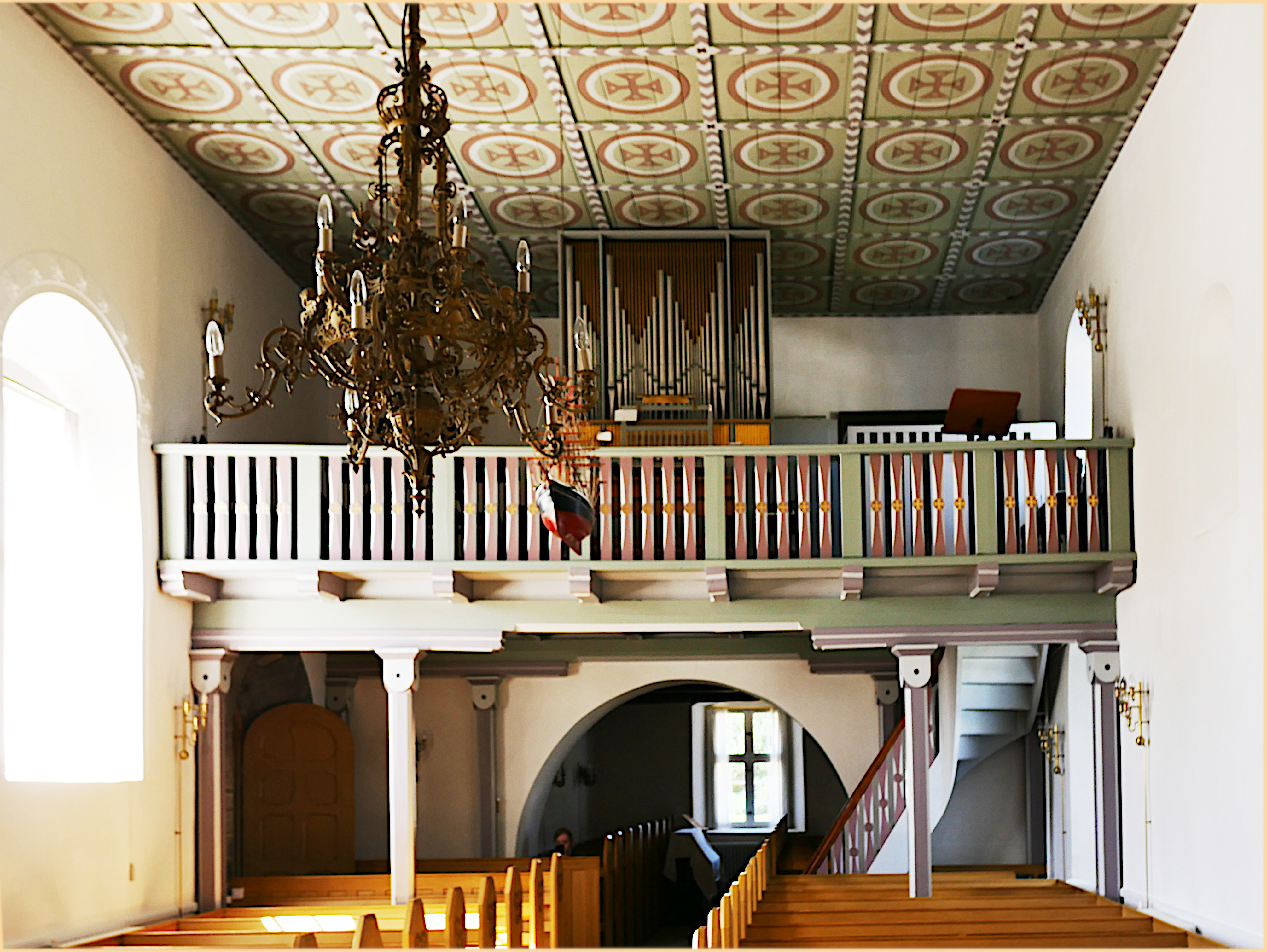
Schiff nach Westen und Orgel
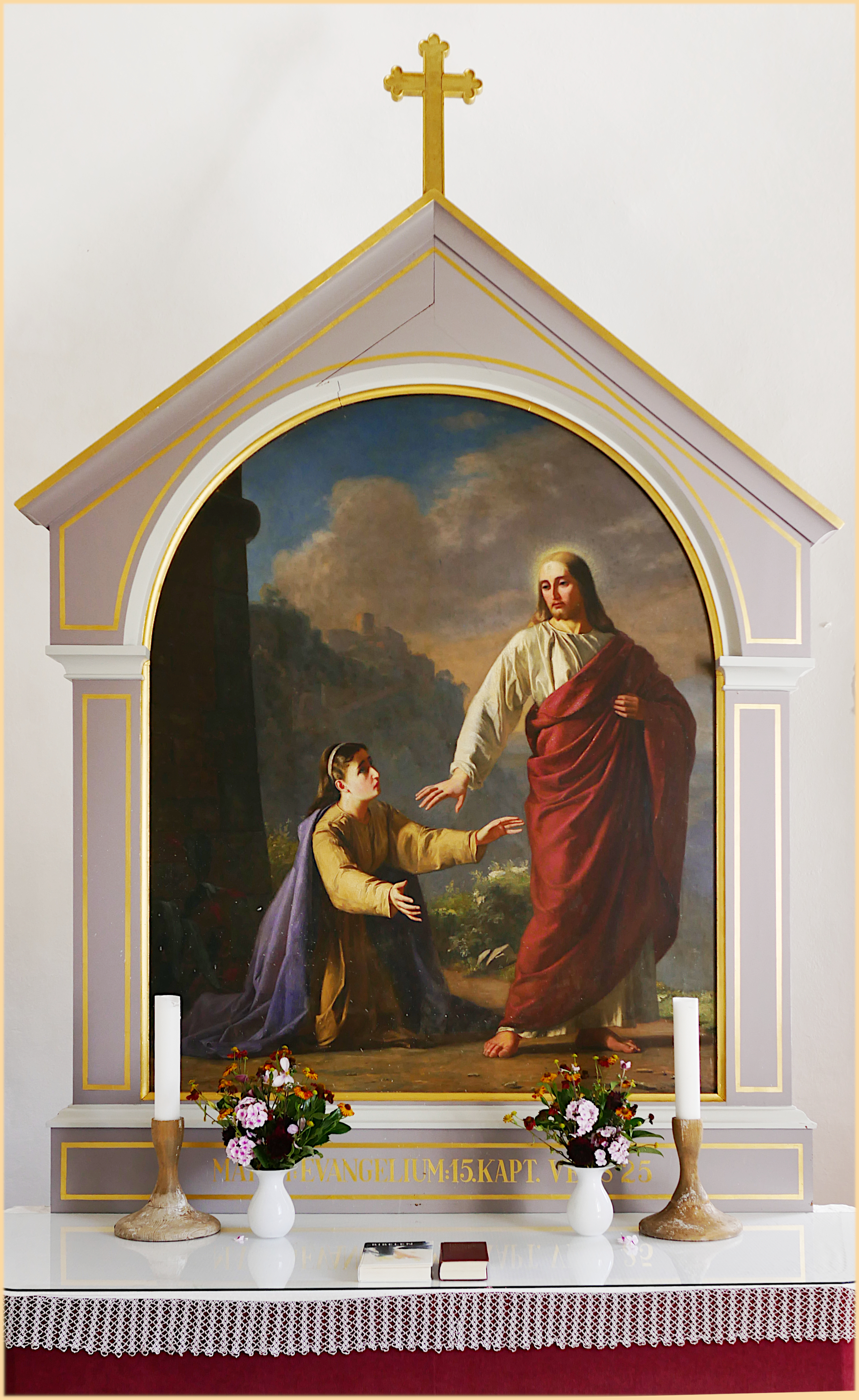
Altar
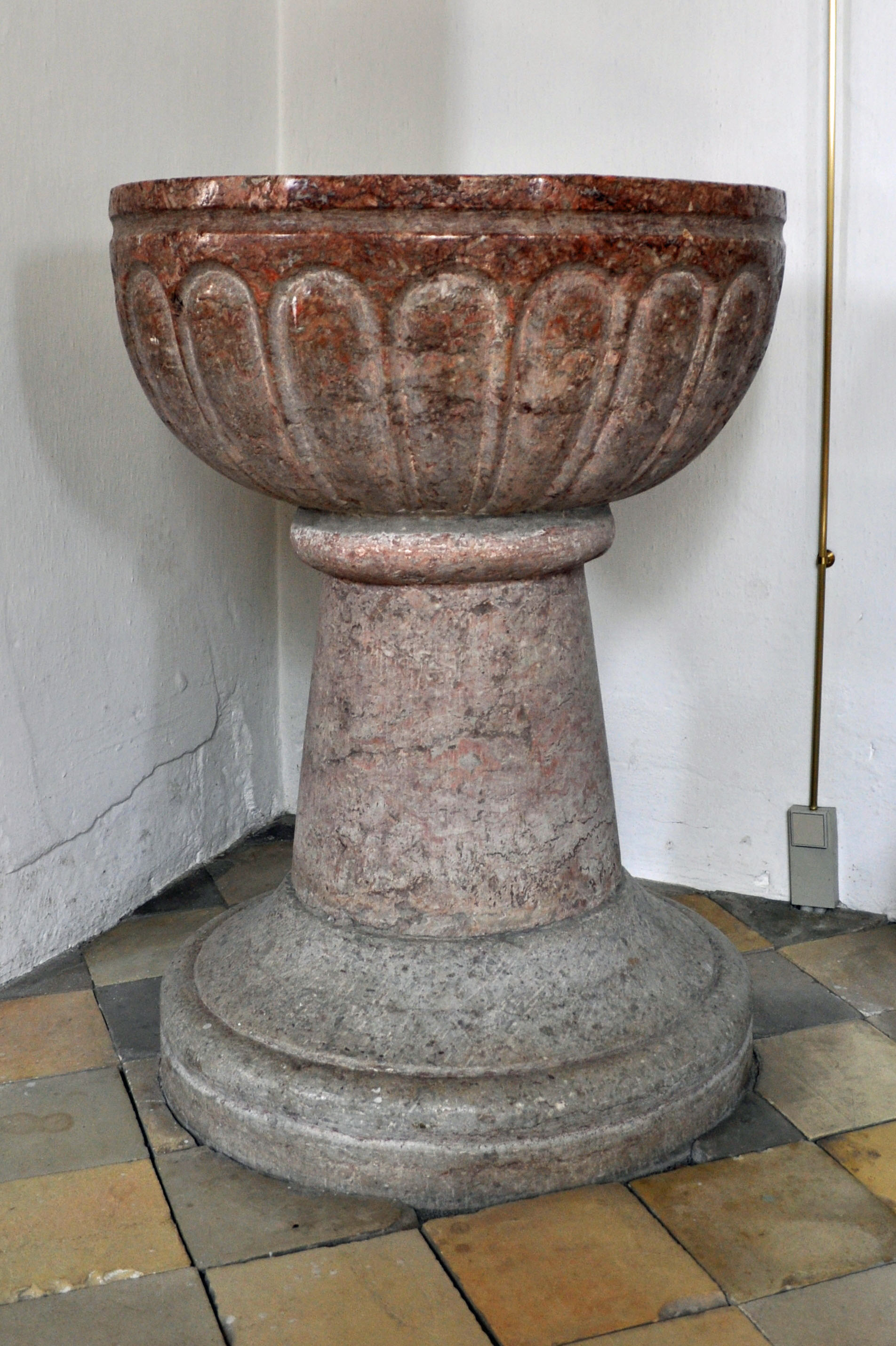
Taufbecken
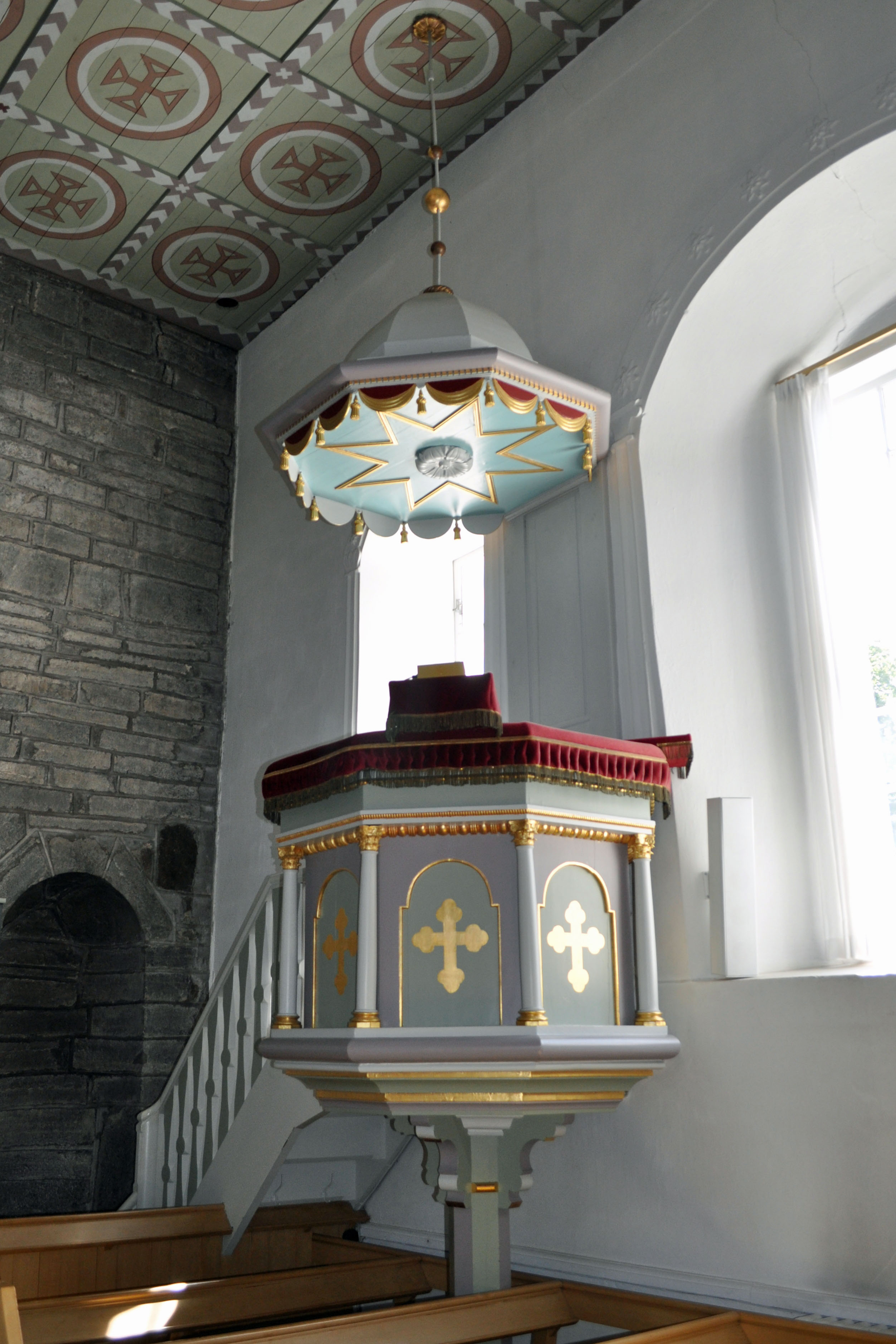
Kanzel
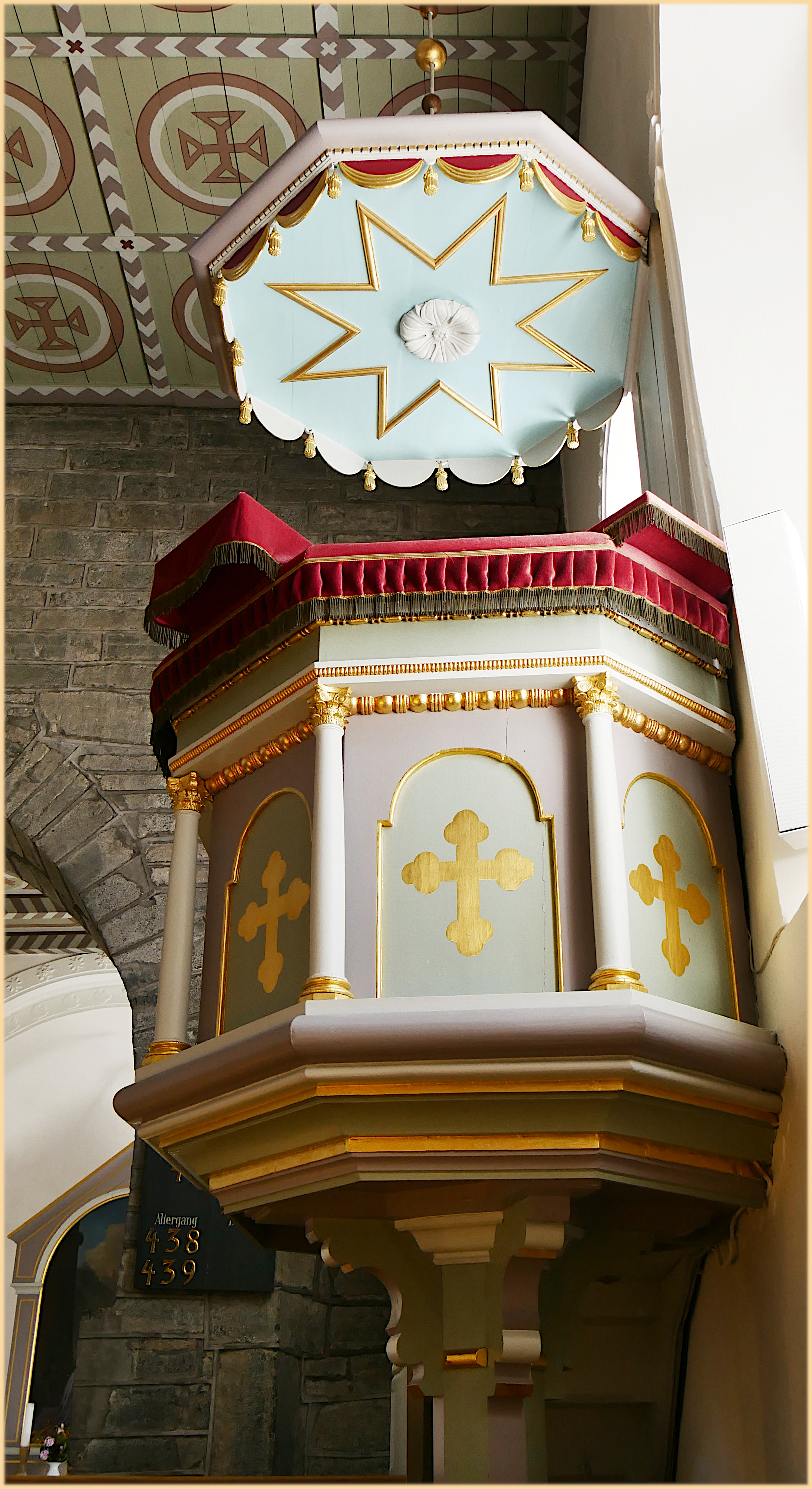
Kanzel von unten
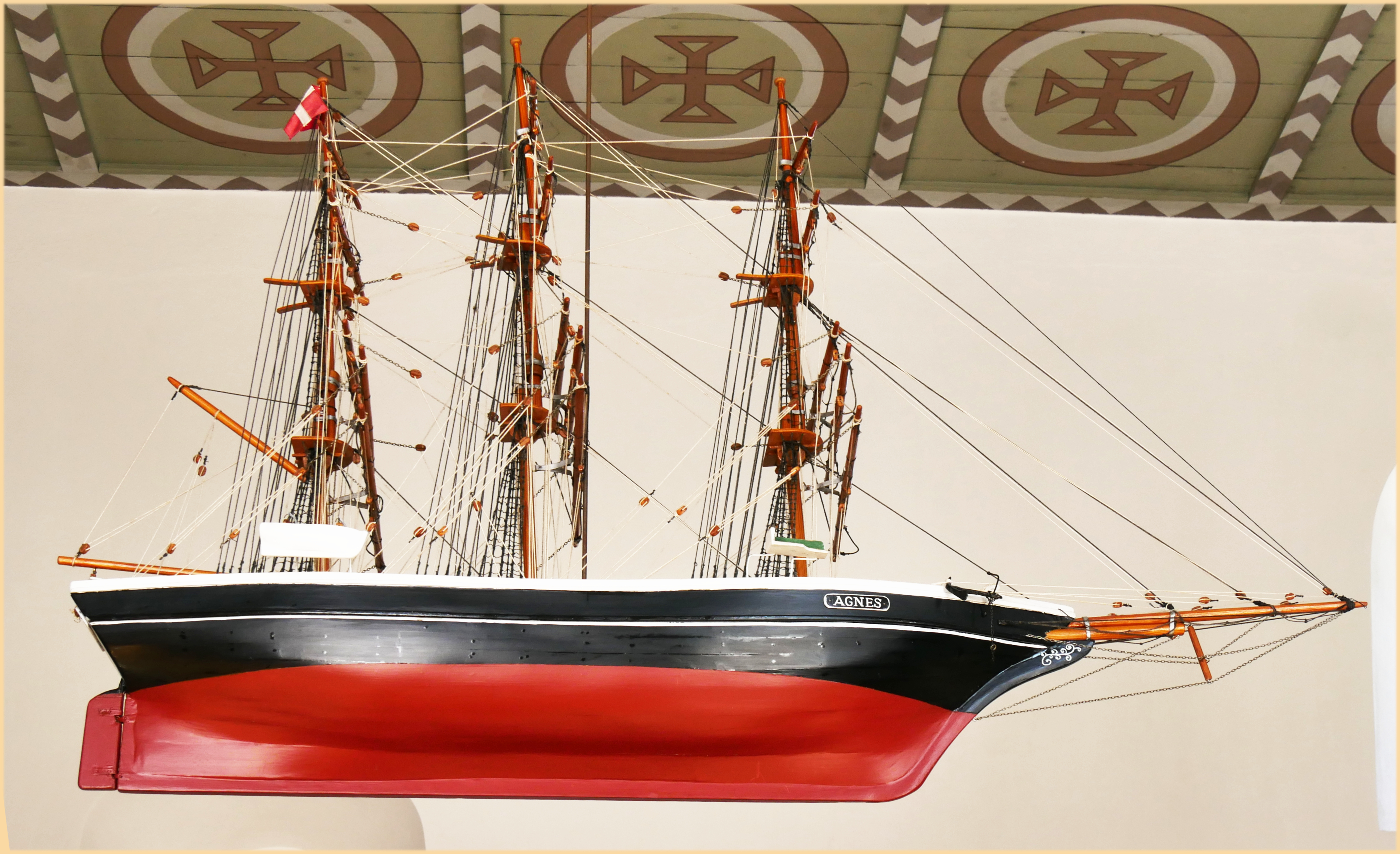
Schiffsmodell
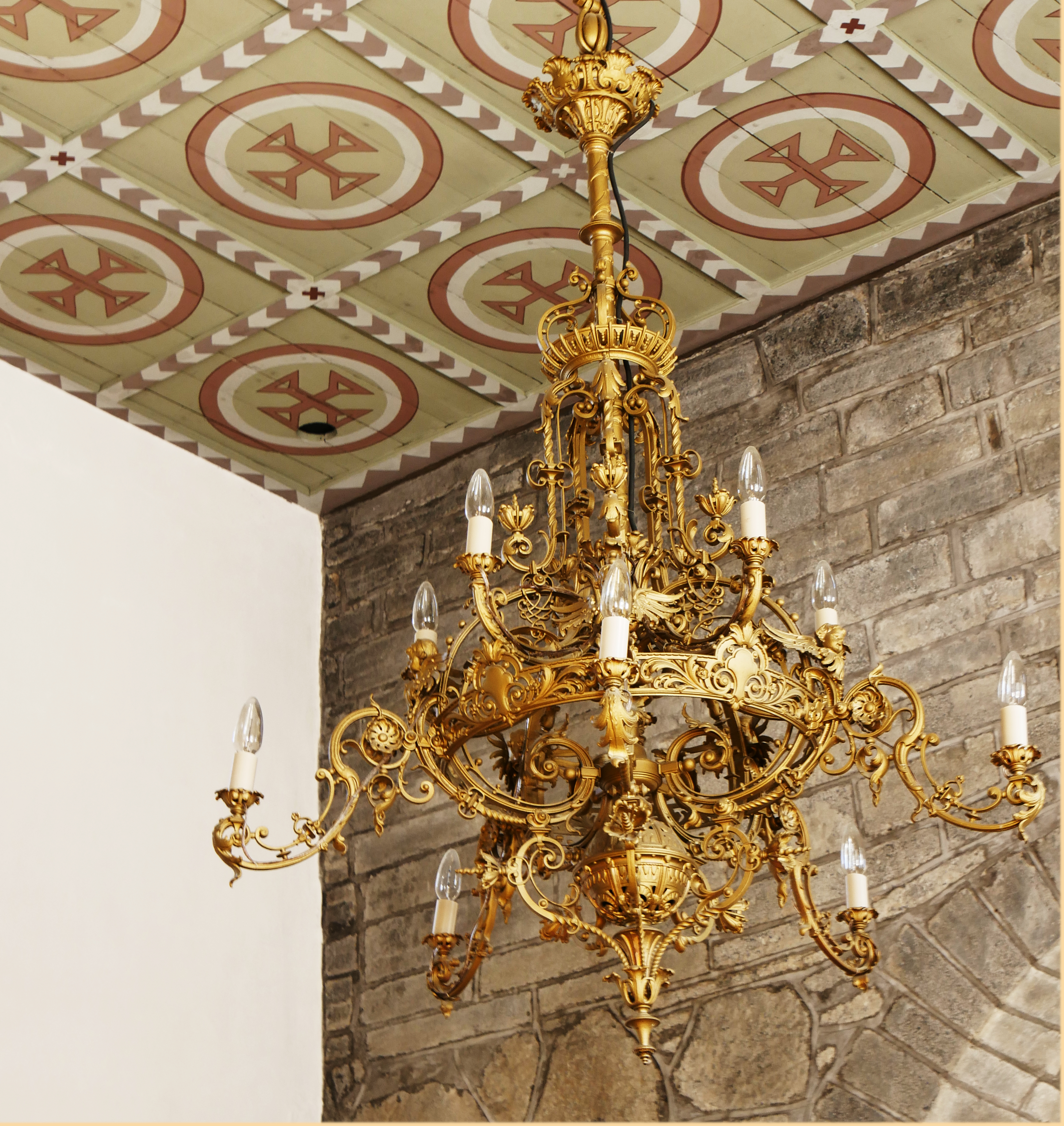
Leuchter
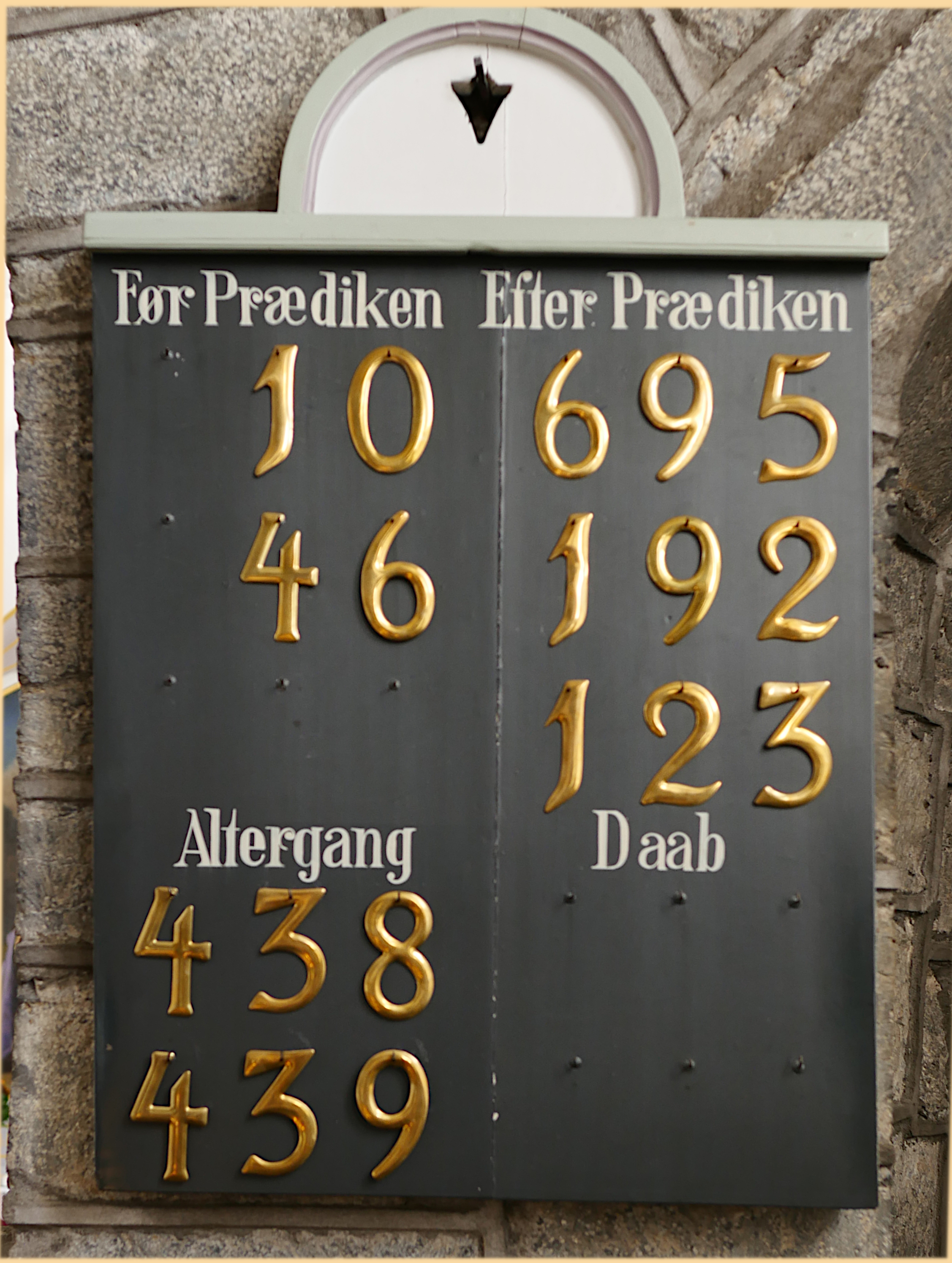
Anschlagtafel
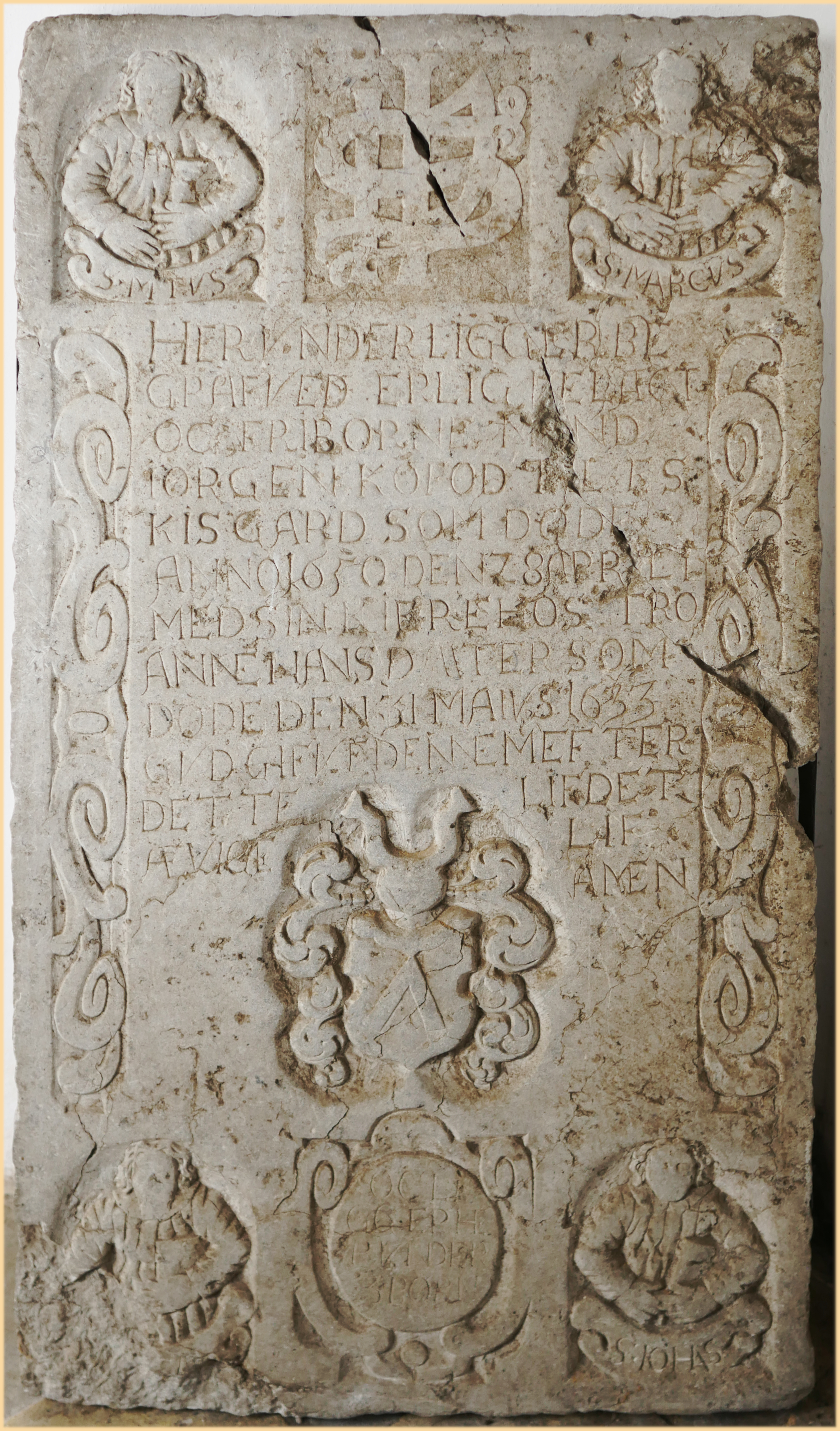
Grabstein